# Ludwig Heer

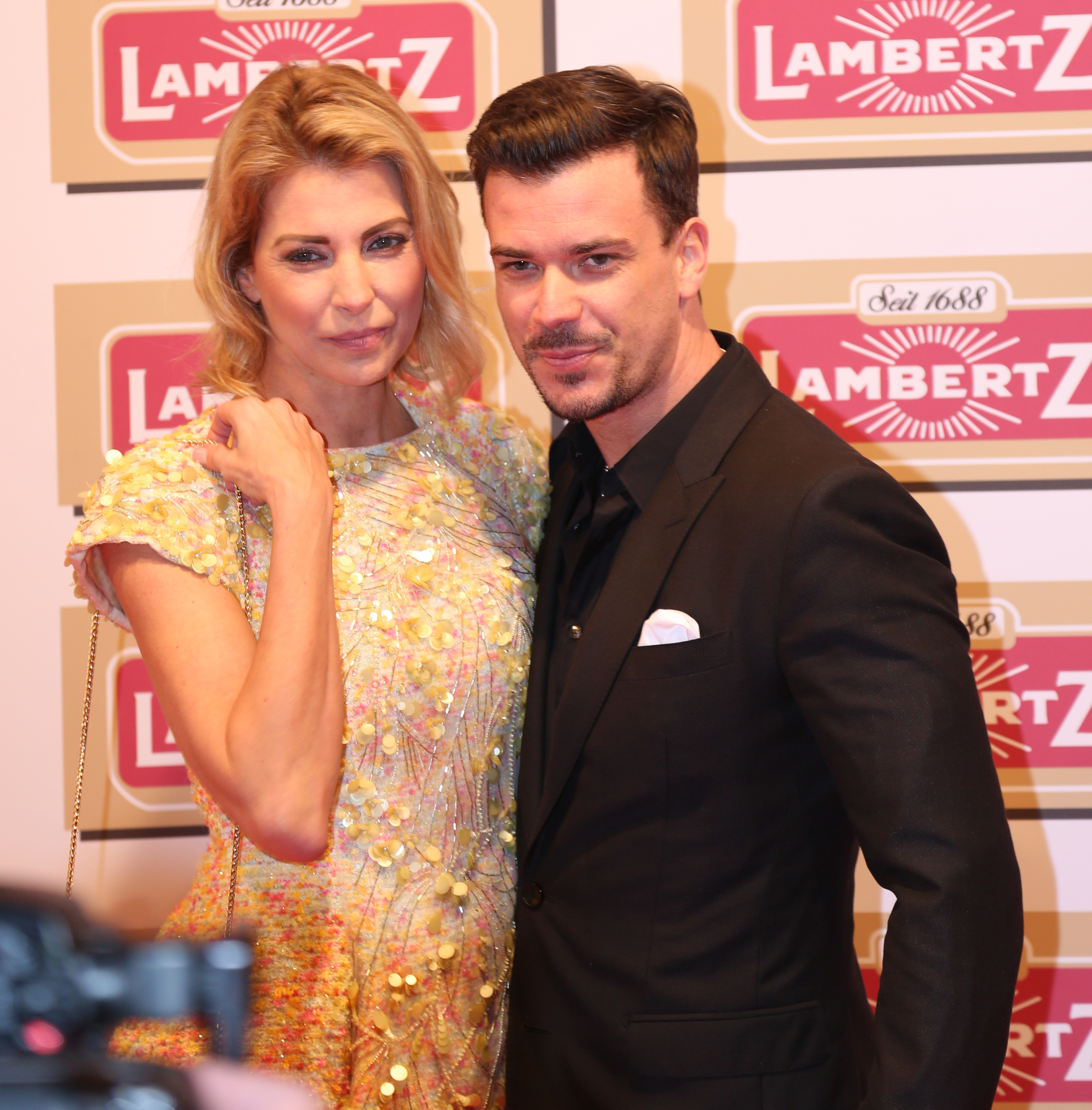
Giulia Siegel und Ludwig Heer (2017)

Ludwig Heer (* 13. April 1981 in Geislingen an der Steige) ist ein deutscher Koch.

## Leben
Heer besuchte das Michelberg-Gymnasium in Geislingen. Anschließend absolvierte er von 1997 bis 2000 eine Ausbildung zum Koch in Rolf Straubingers Burgrestaurant Staufeneck in Salach, das mit einem Michelin-Stern ausgezeichnet ist. Dort erweiterte er seine Kenntnisse anschließend und war bis 2001 Chef-Pâtissier.
2001 begann er als einer der jüngsten Entremetiers in der mit drei Michelin-Sternen ausgezeichneten Schwarzwaldstube von Harald Wohlfahrt im Hotel Traube in Tonbach.
2002  absolvierte er in den USA auf dem Culinary Institute of America in New York fünf Intensivkurse und arbeitete anschließend für anderthalb Jahre als Pâtissier in den Ritz-Carlton-Hotels in Key Biscayne und South Beach.
Nach seiner Rückkehr nach Deutschland machte er sich im Jahr 2006 mit einer kleinen Pralinenmanufaktur selbstständig. Seine Küchenmeisterprüfung legte er 2007 mit der Note 1 ab.
Seit 2007 ist Heer als Referent an der DEHOGA Akademie tätig.
2013 übernahm er das Restaurant 19 des Golfclubs Bad Überkingen, das er später wieder abgab.
Im elterlichen Betrieb, der Alten Post in Kuchen, war er von 2002 bis 2004 als Souschef und 2005 bis 2006 als Küchenchef tätig, bis er ihn 2016 schließlich von seinen Eltern übernahm.
2010 veröffentlichte Ludwig Heer sein erstes Kochbuch mit dem Titel Ludwig Heer & friends. Das zweite Kochbuch folgt 2013 unter dem Namen Ludwig Heer – pfiffige Rezepte für jeden Anlass. Heer entwickelt neben seiner Tätigkeit als Koch auch Produkte für den Bedarf in der professionellen Gastronomie.
Seit 2016 ist er Partner von Giulia Siegel.

## Fernsehauftritte
Am 29. September 2009 strahlte die SWR Landesschau erstmals ein Porträt von Heer anlässlich seiner Teilnahme am Bocuse d’Or aus.
Zum 22. Mai 2010 war Heer erstmals in der Sendung Kaffee oder Tee im Südwestrundfunk (SWR) zu sehen, wo er bis 2016 in ca. 80 Auftritten Teil der Sendung war.
2011 kochte Heer in einem Gastauftritt bei Johannes B. Kerner.
2013 nahm er an der VOX-Sendung Das perfekte Dinner – Wer ist der Profi? teil, getarnt als „Tom der Fitnesstrainer“, wo er einen zweiten Platz belegte.
Im selben Jahr strahlte der SWR einen Beitrag über das elterliche Restaurant, die Alte Post in Kuchen, aus.
In der ZDF-Sendung Kerners Köche gehört Heer mit der Neuauflage seit 2017 zu einem wechselnden Team von deutschen Spitzenköchen. Mit seiner Partnerin Giulia Siegel nahm Heer 2017 an der Sendung Das Sommerhaus der Stars – Kampf der Promipaare teil. Im Jahr 2020 nahm er ebenfalls mit Giulia Siegel an der Reality-TV Sendung „Temptation Island VIP“ teil.

## Wettbewerbe und Auszeichnungen
- 2000: 1. Platz Staufenpokal
- 2000: 1. Platz Dessertwettbewerb Intergastra
- 2000: 1. Platz Vorentscheid Jugendmeisterschaft in den gastgewerblichen Ausbildungsberufen Baden-Württemberg
- 2000: 1. Platz Deutsche Jugendmeisterschaften in den gastgewerblichen Ausbildungsberufen
- 2000: 1. Platz Bocuse d’Or German Masters als Commis von Thomas Geiger.
- 2001: 6. Platz Bocuse d’Or Finale Lyon als Commis von Thomas Geiger.
- 2001: 1. Platz Württembergische Ausscheidung der Chaîne des Rôtisseurs
- 2001: 2. Platz in der Deutschen Meisterschaft der Chaîne des Rôtisseurs
- 2002: 1. Platz Bocuse d’Or German Masters als Commis von Claus Weitbrecht
- 2003: 3. Platz  als Commis von Claus Weitbrecht.
- 2003: 1. Platz im Gualtiero-Marchesi-Award in Mailand als erster Deutscher unter den ersten 3 Platzierungen
- 2009: 1. Platz Bocuse d’Or German Masters mit eigenem Team
- 2011: 8. Platz Bocuse d’Or Finale Lyon